# B-Stoff
B-Stoff (alemany: Substància B) era el nom en que van donar els enginyers alemanys durant la Segona Guerra Mundial a l'hidrat d'hidrazina N₂ H₄-NH₂ • H₂O utilitzat com a propergol líquid combustible en les seves investigacions sobre la propulsió de coets. Quan es barrejava amb M-Stoff (metanol), es produïa un combustible anomenat C-Stoff que era hipergòlic amb el T-Stoff i es va utilitzar en el Messerschmitt 163B.
B-Stoff també va designar l'etanol H₃C-CH₂OH diluït en un 25% d'aigua H₂O, usat com a combustible i amb A-Stoff com a comburent en els motor de la bomba volant V-2.